# バイジュ (ジャライル部)
バイジュ（大徳2年（1298年） - 至治3年8月4日（1323年9月4日））は、大元ウルス中期の重臣。モンゴル・ジャライル部の出身。モンゴル帝国建国の功臣ムカリの子孫で、クビライ時代の右丞相アントンの孫にあたる。
『元史』などの漢文史料では拝住(bàizhù)と表記される。

## 生涯
幼いときに孤児となり、至大元年（1308年）にケシクテイ（宿衛）の長となる。アユルバルワダが皇帝即位後の延祐2年（1316年）に資善大夫・太常礼儀院使となり、延祐6年（1320年）に開府儀同三司に昇進する。シデバラが皇帝に即位すると、中書平章政事となって政治の枢機に参与し、さらに昇進して中書左丞相になる。その頃、中書右丞相のテムデルが政治を壟断していたが、バイジュはテムデル一派を抑えるためにシデバラに重用され、テムデル死後は三公に昇進されるところを、バイジュは辞退した。
テムデルの義子（養子）である御史大夫テクシがイェスン・テムルを擁立して勢力の巻き返しをはかり、上都から大都へ帰還するシデバラを暗殺した時に、皇帝の側にいたバイジュも殺された（南坡の変）。至治3年（1323年）8月4日のことであった。テクシが誅殺された後に、バイジュはその忠節を賞され太師・開府儀同三司・上柱国を追贈され、東平公に封ぜられ、忠献と追諡された。一子のトゥレル・テムルは後に明朝に投降し、陝西大茘県に移住した。子孫は、その地の有力者になったといわれる。

## 子孫
バイジュにはヤナシュリという息子がおり、長じてジャヤガトゥ・カアン（文宗トク・テムル）よりトゥレル・テムルという名を賜った。トゥレル・テムルは父祖同様にケシクテイ（宿衛）の第3班長を務め、大元ウルス最期の皇帝ウカアト・カアン（順帝トゴン・テムル）にも仕えた。ウカアト・カアンの治世においては大司農の長官を務め、父のバイジュを讃える神道碑を建立している。

## ジャライル部バアトル系国王ムカリ家
- グウン・ゴア（Gü’ün U’a ＞孔温窟哇/kǒngwēn kūwa）
  - 左翼万人隊長・国王ムカリ（Muqali guy-ong ＞木華黎国王/mùhuálí guówáng,موقلىكويانك/mūqalī kūyānk）
    - 左翼万人隊長・国王ボオル（Bo’ol ＞孛魯bólŭ,بوغول/būghūl）
      - 先鋒元帥バアトル（Ba’atul noyan ＞覇突魯/bàtūlŭ,بهادر نويان/bahādur nūyān）
        - 中書右丞相アントン（Antong noyan ＞安童/āntóng,هنتون نويان/hantūn nūyān）
          - 国王ウドゥルタイ（Udurdai ＞兀都帯/wùdōudài）
            - 中書右丞相バイジュ（Baiǰu ＞拝住/bàizhù）
              - トゥレル・テムル（Dürel temür ＞篤麟鉄穆爾/dǔlín tiěmùěr）

        - ディントン（Dingtong ＞定童/dìngtóng）
        - バドクタイ（Baduqutai ＞覇都虎台/bàdōuhǔtái）